# Памятник Голему

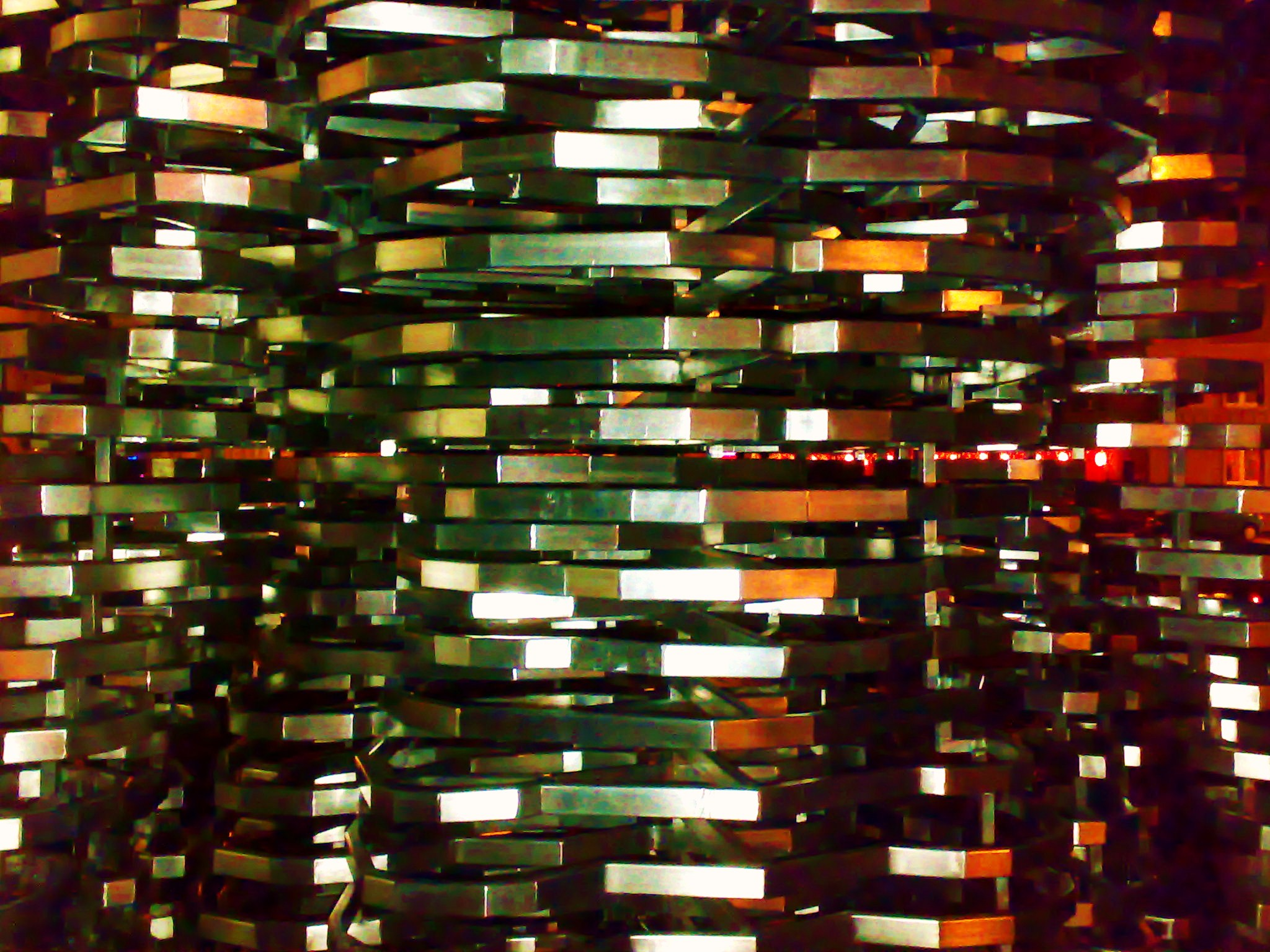
Светящиеся детали памятника в ночное время

Памятник Голему (пол. Pomnik Golema) — скульптура, посвящённая голему и находящаяся в Познани, Польша. Памятник Голему находится на аллее Кароля Марцинковского напротив Национального музея.

## История
Инициатором установления скульптуры стало познанское Общество поощрения искусства.
Автором скульптуры стал чешский провокационный художник Давид Черни, известный своей работой Энтропа. Первоначально автор планировал разместить свою работу в середине аллеи Кароля Марцинковского, но это предложение не получило одобрения городских властей.
Памятник Голему был открыт в мае 2010 года в присутствии Давида Черни. Работа высотой 2,5 метра представляет собой перемещающегося человека. Памятник первое время размещался на газоне, а не на оси аллеи как в настоящее время. 17 сентября 2010 года его перенесли к фонтану с дельфинами, расположив его на середине аллеи спиной к памятнику Каролю Марцинковскому и лицом к стеле Хейнца Мака, которая располагается в противоположной стороне аллеи.
В июне 2011 года памятник подвергся вандализму — из него были выбиты несколько элементов предплечья.